# Aaby Ericsson
Aaby Arvid Vilhelm Ericsson (Aaby uttalas [ˈo:by]), född 29 april 1859 i Jönköping, död 6 augusti 1921 på sin egendom Gåvetorp i Lekaryds socken i Kronobergs län, var en svensk arméofficer, lanthushållare och riksdagsman.

## Biografi
Aaby Ericssons föräldrar var vicehäradshövdingen Wilhelm Ericsson och Augusta, född Ribbing.
Ericsson avlade mogenhetsexamen i Jönköping 1877, blev 1878 kadett vid krigsskolan på Karlberg, underlöjtnant vid Smålands grenadjärbataljon 1878, löjtnant 1886, kapten 1898, kapten vid Karlskrona grenadjärregemente 1902 och major där 1907, men övergick 1909 till reserven.
Som ägare av egendomen Gåvetorp i Kronobergs län från 1882 blev Ericsson bekant som en framstående lanthushållare och kommunalman. Han var från 1886 ledamot av hushållningssällskapets förvaltningsutskott (dess sekreterare 1897–1907 och vice ordförande från 1910). Vidare var han ordförande i Tegelindustriförbundet från 1909 och även vice ordförande i länets landsting och dess ordförande från 1917.
Ericsson, som var protektionist och utpräglat konservativ, invaldes 1905 av Kronobergs läns valkrets till ledamot av första kammaren och var där ledamot av jordbruksutskottet från 1910 och dess vice ordförande 1915–1921, ledamot av arbetsavtalsutskotten 1910 och 1911 samt av utskottet angående Sveriges anslutning till Nationernas förbund 1920. Han var också ledamot av dikningslagskommittén 1906 och av Lantbruksakademien 1902. Han skrev i riksdagen sju egna motioner, om fastighetsrättsliga problem och om spannmålsprisregleringar.
Ericssons mor var en stor beundrare av den danske filosofen Søren Aabye Kierkegaard, vilket fick genomslag i sonens förnamn. Alla Aaby Ericssons barn fick vid dopet namnet Aaby som sista förnamn, varför de och deras ättlingar senare som efternamn upptog dubbelnamnet Aaby-Ericsson.
Han var gift med konstnären Anna Hay (1863–1947) och de fick sonen Ragnar Aaby-Ericsson.